# Illumise
Illumise és una de les espècies que apareixen a la franquícia Pokémon. És de tipus bestiola.
En un estudi sobre la diversitat entomològica del món de Pokémon, Illumise i Volbeat foren comparats amb els lampírids de la vida real, un grup d'insectes que destaquen per la seva capacitat de produir llum.